# Brug 1146
Brug 1146 is een bouwkundig kunstwerk in Amsterdam-Zuidoost.
De voet- en fietsbrug verzorgt sinds 1968 de verbinding tussen de G-Buurt en K-Buurt in de wijk Bijlmermeer. Ze is gelegen in het Nellesteinpad. Dit pad komt vanuit een poort in flat Gooioord (G) en loopt zuidwaarts langs Het groeiend monument richting Kikkenstein (K). Het is een zogenaamde maaiveldbrug uit het oeuvre van Dirk Sterenberg en de Dienst der Publieke Werken. Deze bruggen hebben naast dat ze allemaal op maaiveldniveau liggen een aantal gemeenschappelijke kenmerken. De bruggen zijn herkenbaar aan de borstweringen met ankergaten, de ronde, iele leuningen, nummerplaatje tussen de leuningen en lantaarn buiten de overspanning. Deze bruggen met betonnen liggers zijn nog op tal van plaatsen terug te vinden bij de honingraatflats, waarvan Gooioord en Kikkenstein er twee zijn.
<<< · 1100 · 1101 · 1107 · 1008 · 1009 · 1110 · 1111 · 1119 · 1121 · 1122 · 1123 · 1124 · 1125 · 1126 · 1127 · 1128 · 1129 · 1130 · 1131 · 1132 · 1133 · 1134 · 1135 · 1139 · 1140 · 1141 · 1142 · 1143 · 1144 · 1145 · 1146 · 1148 · 1149 · 1150 · 1151 · 1152 · 1153 · 1154 · 1155 · 1156 · 1157 · 1159 · 1162 · 1163 · 1164 · 1165 · 1167 · 1170 · 1171 · 1172 · 1173 · 1174 · 1175 · 1176 · 1177 · 1179 · 1180 · 1181 · 1182 · 1183 · 1184 · 1186 · 1187 · 1188 · 1189 · 1190 · 1191 · 1192 · 1193 · 1194 · 1195 · 1196 · 1197 · 1198 · 1199 · >>>
Brugnummers 1102-1106 (gesloopt), 1112-1118 (gesloopt), 1120, 1136-1138, 1145, 1147, 1158 (onbekend), 1160, 1161, 1166, 1168, 1169, 1178 en 1185 (voetbrug Bijlmerweide bouw 1970, sloop 2015) zijn niet (meer) vergeven.